# Chihuahuanus glabrimanus
Espèce
Synonymes
- Vaejovis glabrimanus Sissom & Hendrixson, 2005
- Hoffmannius glabrimanus (Sissom & Hendrixson, 2005)

Chihuahuanus glabrimanus est une espèce de scorpions de la famille des Vaejovidae.

## Distribution
Cette espèce est endémique du Mexique,. Elle se rencontre au Nuevo León, au Coahuila, au San Luis Potosí et au Guanajuato.

## Description
Le mâle holotype mesure 40,85 mm.

## Systématique et taxinomie
Cette espèce a été décrite sous le protonyme Vaejovis glabrimanus par Sissom et Hendrixson en 2005. Elle est placée dans le genre Hoffmannius par Soleglad et Fet en 2008 puis dans le genre Chihuahuanus par González Santillán et Prendini en 2013.

## Publication originale
- Sissom & Hendrixson, 2005 : « A new species of Vaejovis (Scorpiones: Vaejovidae) from Coahuila and Nuevo Leon, and a key to the vaejovid species from northeastern and north-central Mexico. » Zootaxa, no 1088, p. 33-43.